# Girolamo Bagatta
Girolamo Giuseppe Bagatta (latinisiert Hieronymus Bagatta; * 21. September 1772 in Desenzano del Garda; † 30. oder 31. Januar 1830 in Brescia oder Desenzano del Garda) war ein italienischer katholischer Priester, Dichter und Pädagoge.

## Leben
Die kreative und intellektuelle Entwicklung von Girolamo Bagatta war von dem Einfluss lateinischer und italienischer Klassiker geprägt.
Nach der Jugendzeit wurde er auf den Rat des Priesters Vincenzo Gamba, Priester in Desenzano, nach Verona geschickt, um Rhetorik unter der Anleitung des Abtes Luigi Trevisano zu erlernen. Nach seiner Ausbildung kehrte er nach Desenzano zurück, wo 1792 ein Gymnasium gegründet worden war. Auf Anfrage der Gemeinde wurde Girolamo Bagatta berufen, um die humanistischen Fächer zu unterrichten; seit 1806 leitete er die Schule, die auch ausländische Schüler annahm. Er erkannte die Notwendigkeit einer regulären Disziplin für Jugendliche und begründete aus dem Gymnasium das Kolleg Bagatta, das schnell einen hervorragenden Ruf erlangte. Die Institution zog Schüler aus angesehenen Familien an, und der Ruhm des Kollegs erreichte sogar den Thron von Kaiser Franz I. Im Jahr 1816 wurde Bagatta vom Monarchen geehrt, der ihm die Erlaubnis erteilte, philosophische Disziplinen in das Kolleg aufzunehmen. Diese außergewöhnliche Anerkennung ermöglichte es den Schülern, alle Studien bis zur Universität in Girolamo Bagattas Kolleg abzuschließen. Sein größtes Denkmal ist das Kolleg, das er begründete und das bis heute als Liceo besteht.
Er war Mitglied des Athenäums in Brescia, einem renommierten intellektuellen Zentrum. Seine Tätigkeit als Priester und Gelehrter führte ihn zu bedeutenden kulturellen und wissenschaftlichen Beiträgen. Er war bekannt für seine lateinischen Epigramme, die durch eine antike Färbung und klassische Würde gekennzeichnet waren, beeinflusst von seinem Mentor und Freund, dem Propst Morvelli.
Seine Werke in Prosa als auch in Versen, zeigten eine klare Verbindung zu antiken Mustern, was ihn zu einem angesehenen Dichter machte. Seine Inschriften waren nicht nur künstlerisch, sondern trugen auch eine tiefere symbolische Bedeutung.
Eines seiner bedeutendsten Werke war seine Beteiligung an der Förderung der öffentlichen Erziehung. Er widmete sich ganzherzig dem philosophischen Institut in Desenzano, wo er sich durch seine reichen materiellen Mittel und seine unerschöpfliche Energie auszeichnete. Sein Engagement verdiente ihm den Ehrentitel des wahren sapienti benefattore (weisen Wohltäters).
Bagatta hinterließ einen bleibenden Einfluss auf die Bildung und die Literatur seiner Zeit. Seine Verdienste um die öffentliche Erziehung wurden und werden bis heute geehrt. In Desenzano del Garda erinnert man sich an ihn als einen bedeutenden Geistlichen und Kulturträger.

## Schriften (Auswahl)
- In mortem clarissimi equitis Clementini Vannettii ad Antonium Cesari elegia. Verona 1795.